# Musée archéologique Isidoro-Falchi
Le musée archéologique Isidoro-Falchi (en italien, Museo archeologico Isidoro Falchi) est le musée de la ville de Vetulonia, dans la Maremme grossetane de la Toscane côtière, consacré autant aux  découvertes locales qu'aux travaux obstinés d'Isidoro Falchi, archéologue autodidacte qui découvrit le site de la Vetulonia antique.

## Histoire
L'espace polyvalent des années 1970 est devenu fin 1978 un petit musée archéologique local, fermé de  1981 à 2000. Il fait place, à cette date, dans le même édifice, à un musée de plus grande audience dédié à Isidoro Falchi, archéologue autodidacte, dont la ténacité a permis à la ville de s'inscrire définitivement dans l'histoire des Étrusques.

## Organisation des salles
Le musée comporte deux étages, dont le premier, en quatre salles,  expose thématiquement les découvertes locales suivant les différentes époques étrusques :
- Culture de Villanova : ossuaire en urne-cabane des sites de Poggio alla Guardia et de Poggio Belvedere ;
- Période orientalisante : trousseaux funéraires du Circolo delle Pellicce et de la tombe de la fibule d'or.

Des maquettes révèlent les structures des tombes à tholos des nécropoles locales du tumulus de la Pietrera et du tumulus del Diavolino II.
Le rez-de-chaussée expose, dans trois salles, des vestiges de la période hellénistique étrusque et de la romanisation : restes du fronton en terre-cuite du portique de la Maison de Médée.
Une des salles est consacrée aux expositions temporaires : en 2010, elle était consacrée aux statuettes votives de navires et à leur typologie issue de la marine sarde antique.

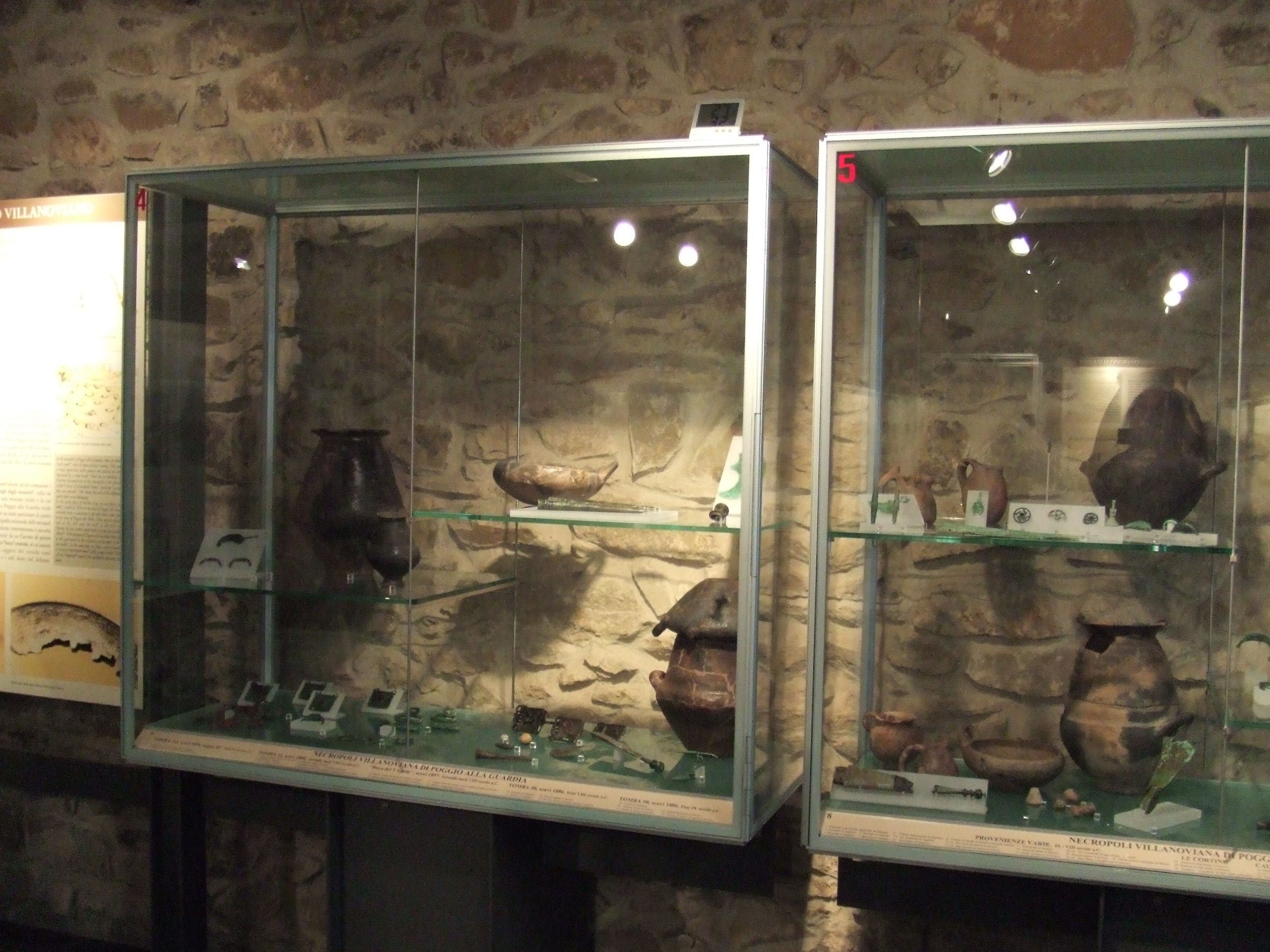
Vitrine du premier étage sur la période villanovienne.
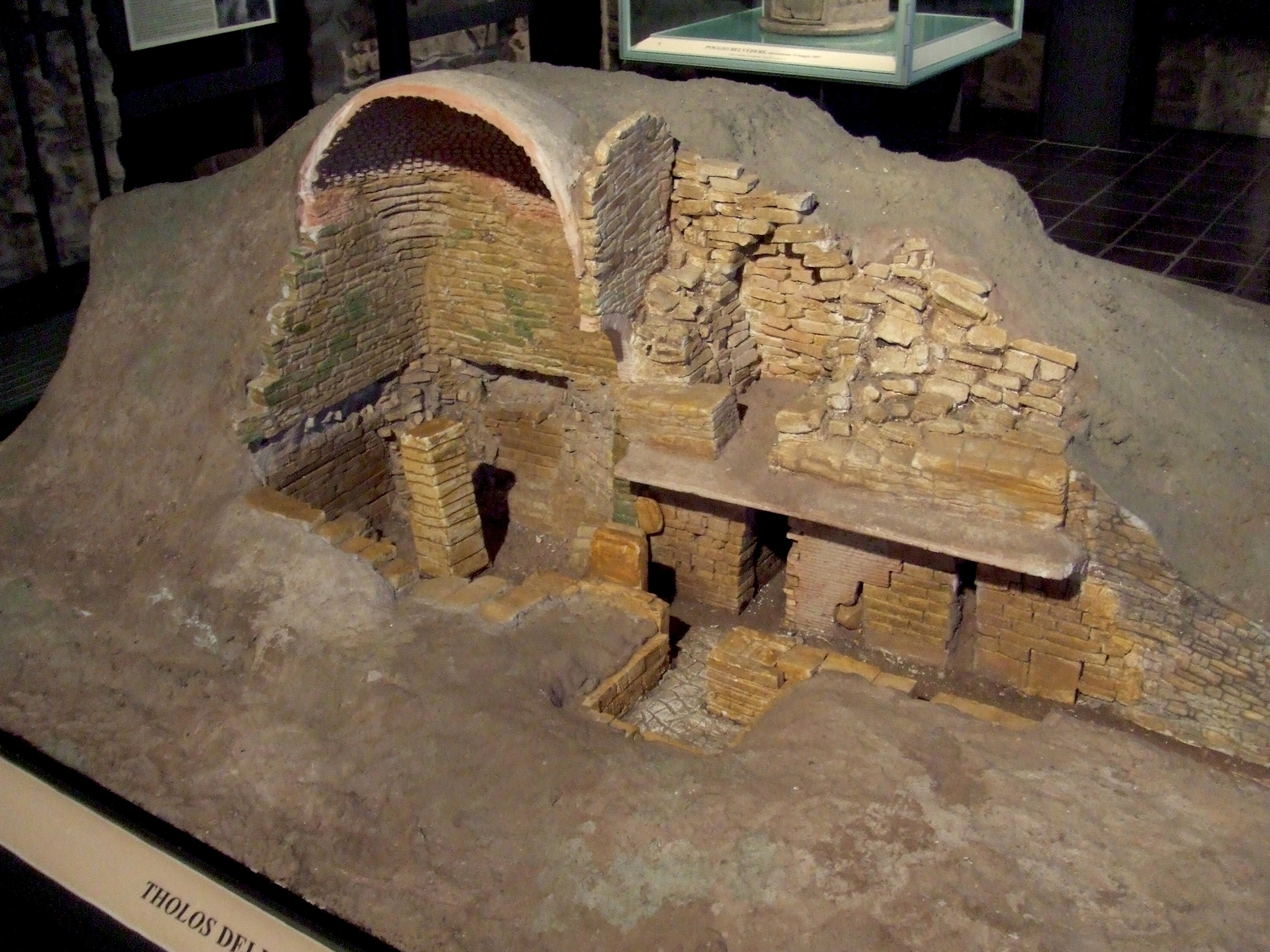
Maquette du tumulus de la Carrière.

## Articles connexes

Vase attique à figures noires
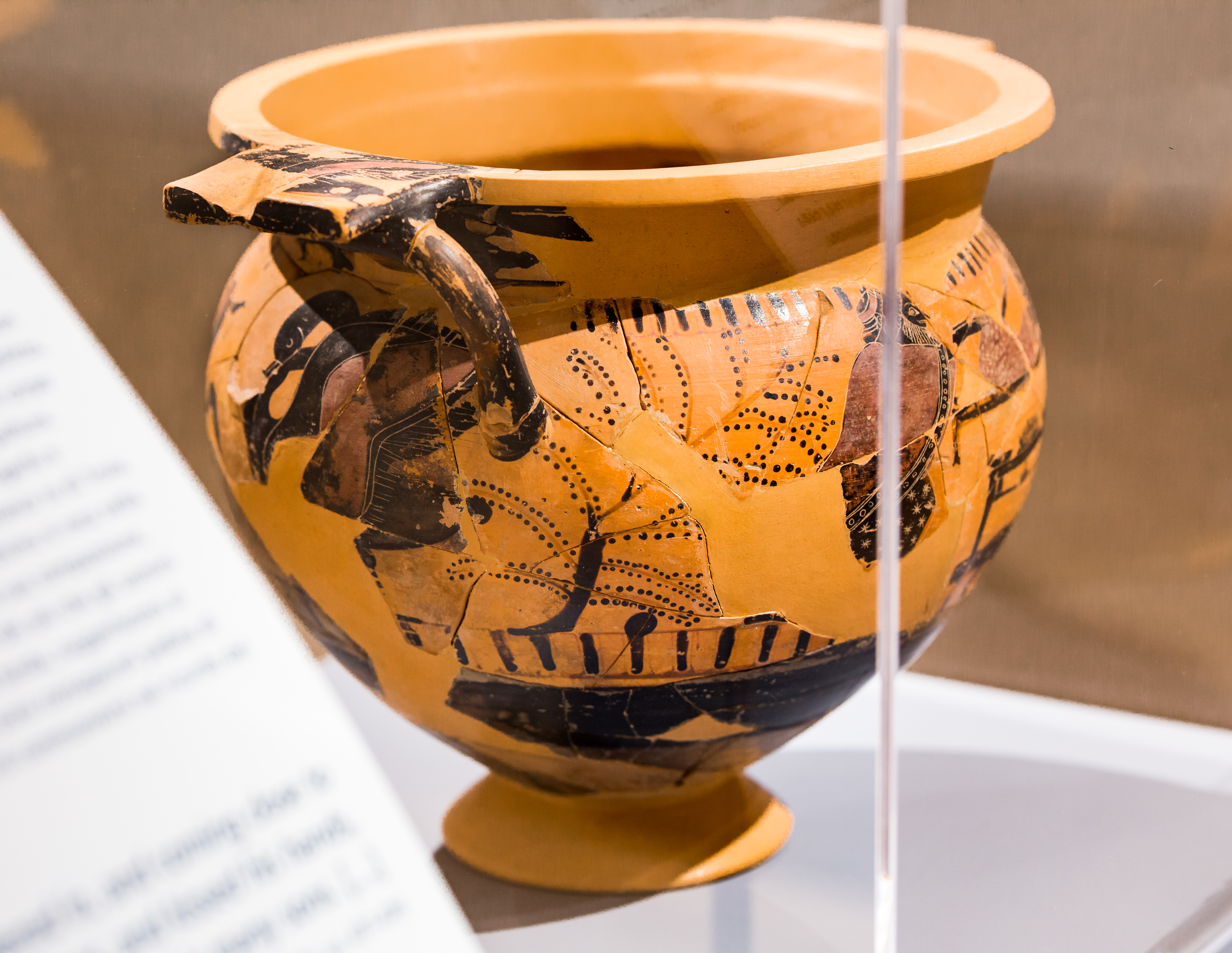
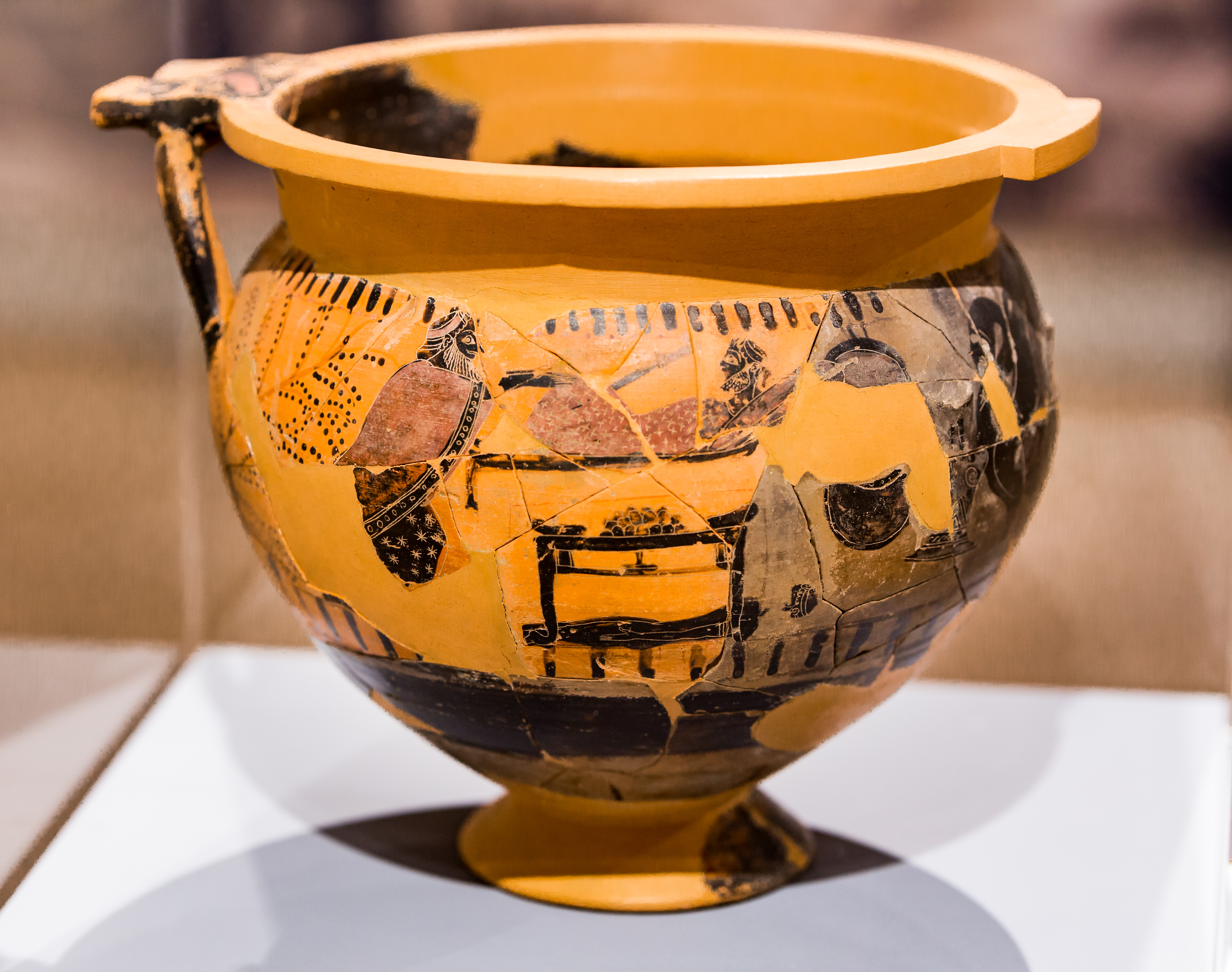
Rançon du corps d'Hector : lotus, palmette, hybride d'oiseau et de satyre. Vetulonia.
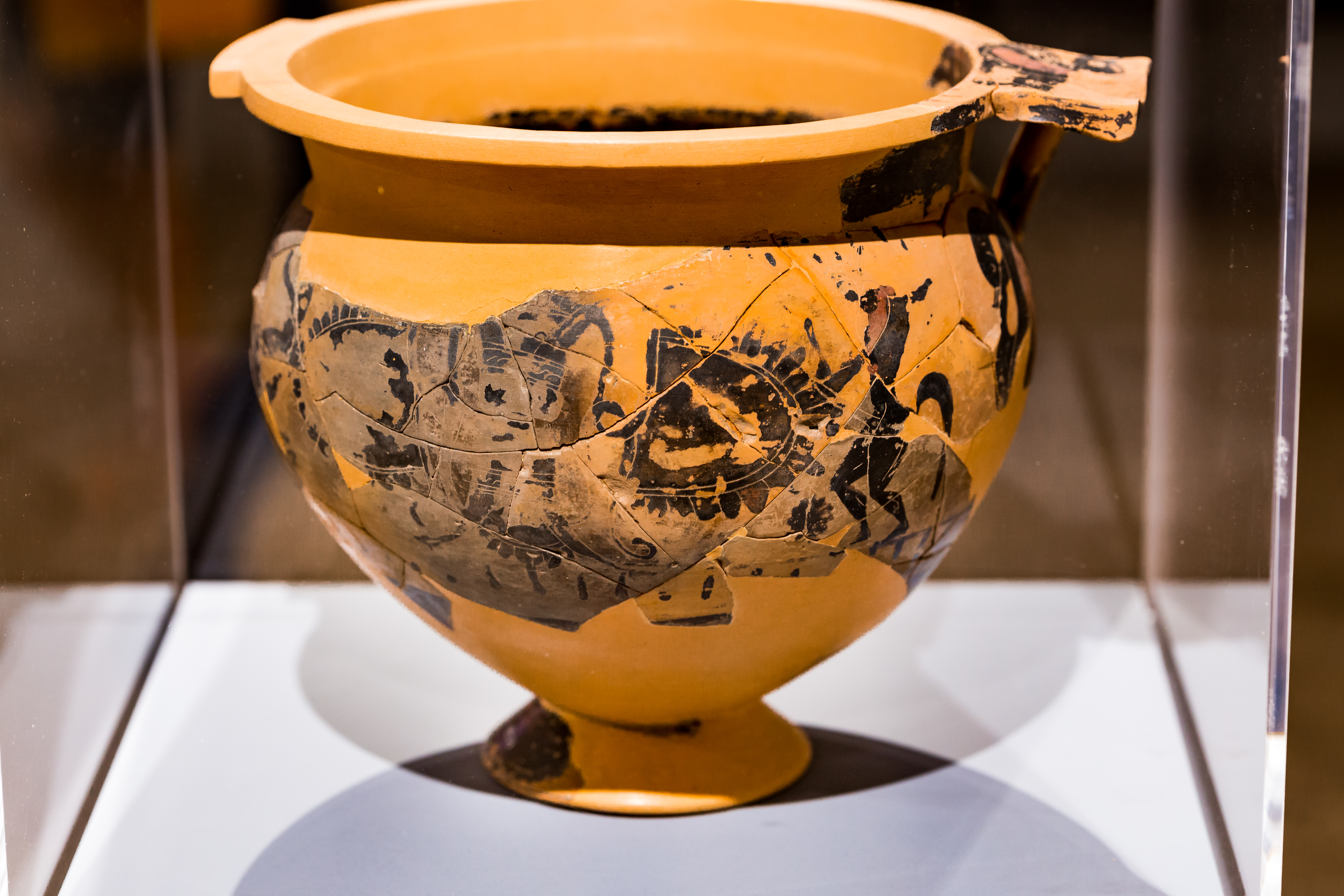